# District de Durrës
Le district de Durrës est un des 36 districts d'Albanie. Sa superficie est de 455 km2 et sa population de 220 000 habitants. La capitale du district est Durrës. Le district dépend de la préfecture de Durrës.
À la suite d'une réforme administrative en 2015, le district est aujourd'hui composé des municipalités de Durres, Kruja, Shijak.
Le district est enclavé entre les districts albanais de Kurbin, Krujë, Tirana et de Kavajë.

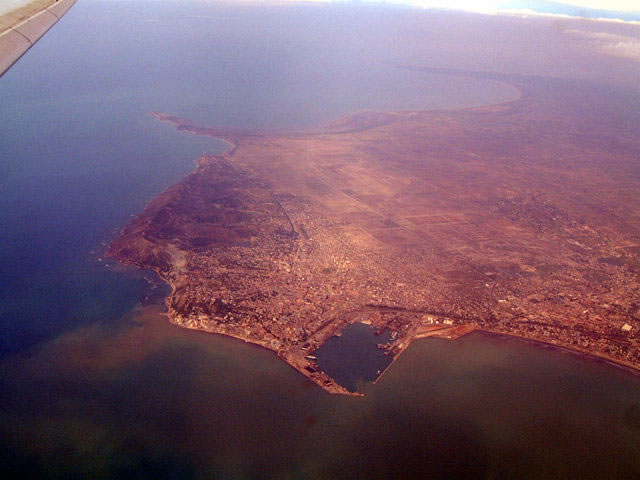
Vue aérienne de Durrës
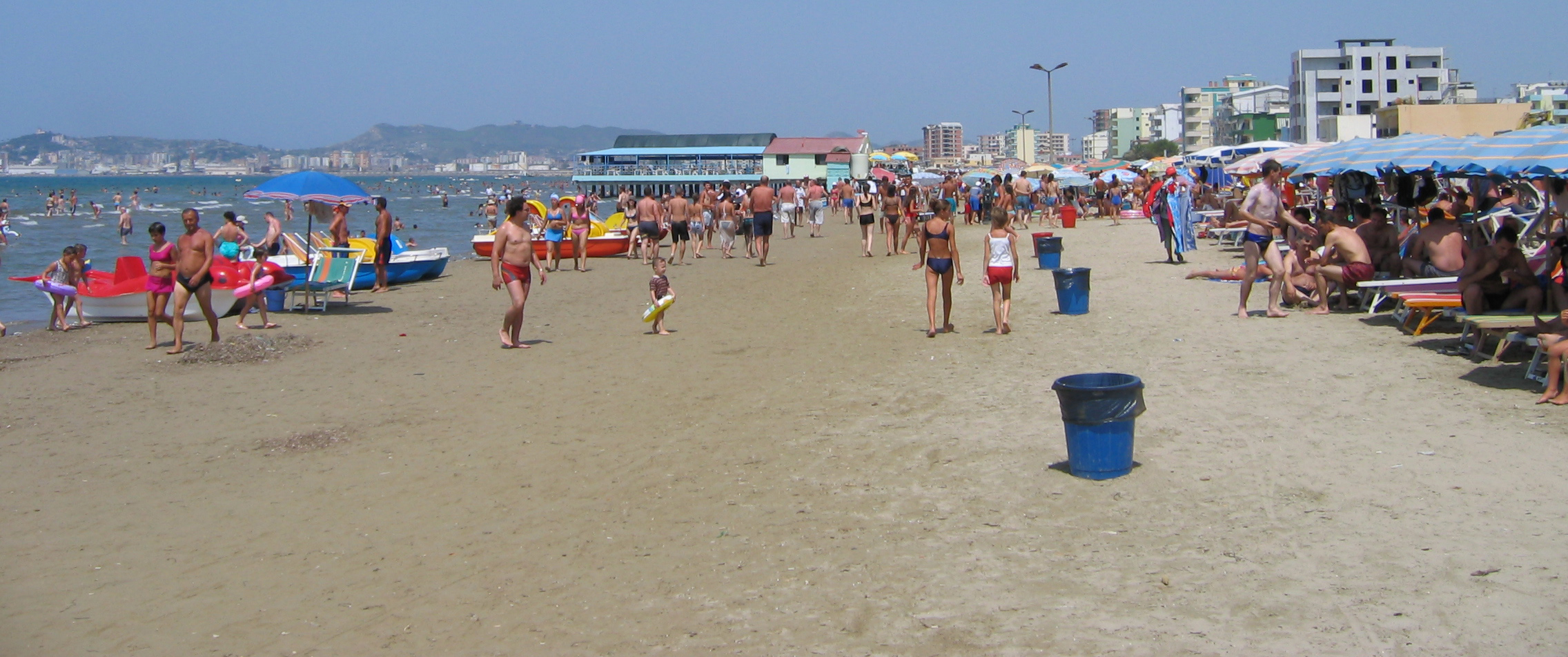
Plage de Durrës
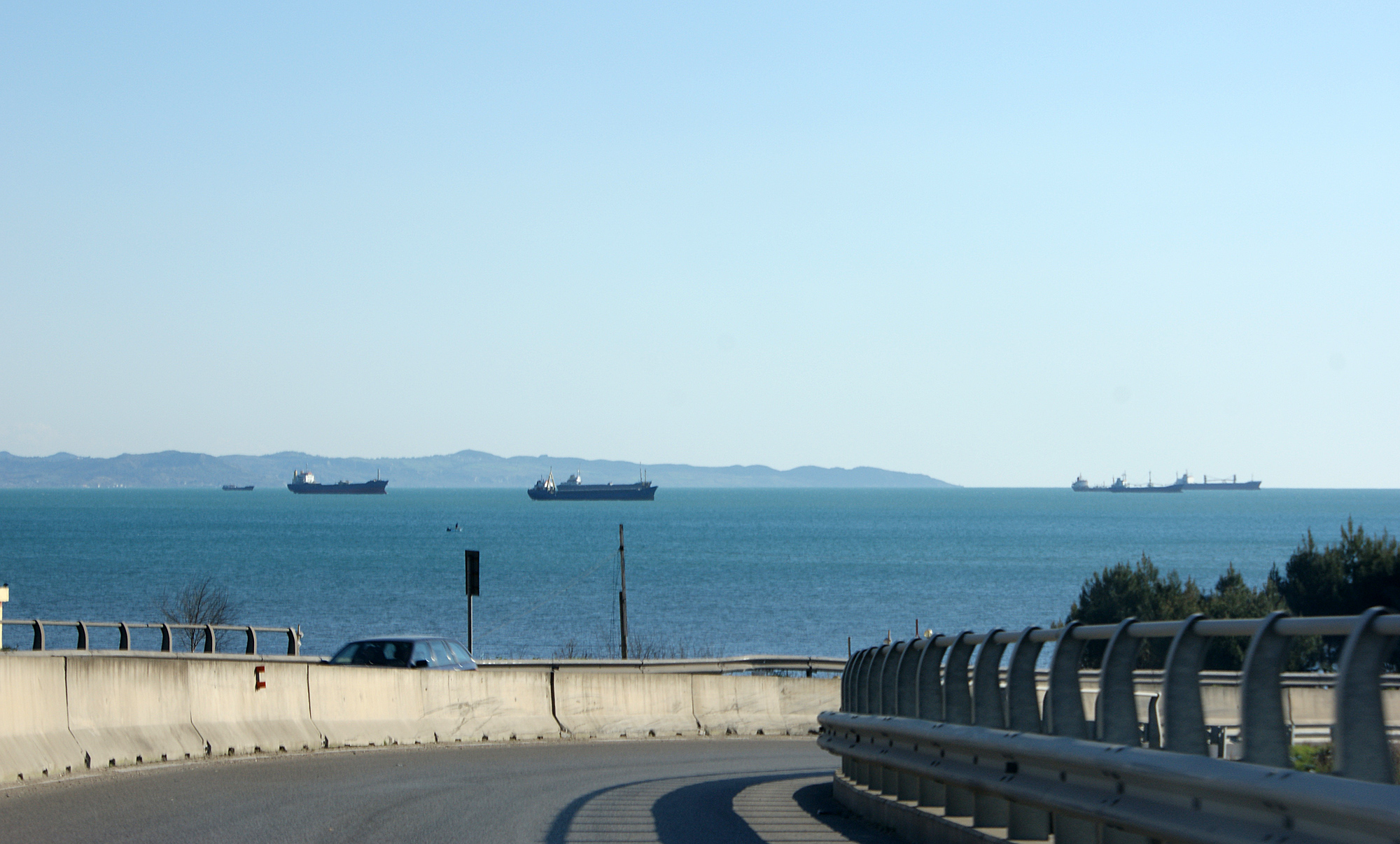
Autoroute Durrës-Tirana